# Энганамуи, Гаэль
Гаэль Дебора Энганамуи (фр. Gaëlle Deborah Enganamouit, 9 июня 1992 года, Яунде) — камерунская футболистка, форвард клуба «Далянь Цюаньцзянь» и сборной Камеруна, участница финального турнира чемпионата мира 2015 года и Олимпиады-2012. Лучшая футболистка Африки 2015 года.

## Карьера
С 2012 года начала выступления за «Спартак» из Суботицы, в составе которого дебютировала в Лиге чемпионов. Во время выступлений в Сербии забила самый быстрый гол в истории женского футбола — на 2-й секунде матча.
В декабре 2013 года объявила о будущем переходе в шведский «Эскильстуна Юнайтед», по итогам сезона 2013 года вышедшего в высший дивизион. В сезоне 2015 забила 18 мячей в чемпионате, став лучшим бомбардиром. В ноябре 2015 года подписала контракт с чемпионом Швеции — «Русенгордом».
В начале 2016 года вошла в список претендентов на титул лучшей футболистки мира по версии BBC вместе с Амандин Анри, Ким Литтл, Карли Ллойд и Бекки Зауэрбранн.
В первом матче сезона 2016 получила разрыв передней крестообразной связки, выбыв из строя на длительный срок.
11 февраля 2017 года подписала контракт с китайским клубом «Далянь Цюаньцзянь».

## Сборная
Выступала за сборную Камеруна на Олимпиаде-2012, выходя на замену в каждом из трёх матчей группового этапа.
Входила в состав сборной на чемпионате мира 2015 года. Сделала хет-трик в матче группового турнира с Эквадором.